# ロマン・アンソニー
ロマン・アンソニー（Roman Anthony, 2004年5月13日 - ）は、アメリカ合衆国フロリダ州ウェストパームビーチ出身のプロ野球選手（外野手）。右投左打。MLBのボストン・レッドソックス所属。愛称はRoman Empire（ローマ帝国）。

## 経歴
2022年のMLBドラフト2巡目補償ラウンド（全体79位）でボストン・レッドソックスから指名され、予定していたミシシッピ大学への進学を取りやめプロ入り。契約金は250万ドル。傘下のルーキー級フロリダ・コンプレックスリーグ・レッドソックスでプロデビューし、その後A級セイラム・レッドソックスへ昇格。2チーム合計で20試合に出場して打率.306、12打点を記録した。
2023年はA級セイラムで開幕を迎え、シーズン途中にA＋級グリーンビル・ドライブへ昇格した。
2025年6月9日にメジャー契約を結び、同日のタンパベイ・レイズ戦に5番右翼手で先発出場した。